# Ruta Estatal de California 68
La Ruta Estatal de California 68, y abreviada SR 68 (en inglés: California State Route 68) es una carretera estatal estadounidense ubicada en el estado de California. La carretera inicia en el Oeste desde la Playa Estatal Asilomar en Pacific Grove hacia el Este en la US 101     en Salinas. La carretera tiene una longitud de 35,4 km (22.02 mi).

## Mantenimiento
Al igual que las autopistas interestatales, y las rutas federales y el resto de carreteras estatales, la Ruta Estatal de California 68 es administrada y mantenida por el Departamento de Transporte de California por sus siglas en inglés Caltrans.

## Cruces
La Ruta Estatal de California 68 es atravesada principalmente por la  SR 1     en Monterrey
 SR 218     cerca de Del Rey Oaks.